# わけあって絶滅しました。
『わけあって絶滅しました。』（わけあってぜつめつしました）は、ダイヤモンド社が2018年に出版した日本の書籍。
化石種を含む絶滅動物を取り上げ、個性豊かな生物たちに直接喋ってもらい、彼らが絶滅した理由を探るという内容である。著者は丸山貴史、監修者は今泉忠明。

## 解説
シリーズは2022年時点で第3弾まで出版され、またサトウマサノリによる絵本も出版されている。2023年には絶滅動物を美少年化した河田雄志と行徒による漫画『わけあって絶滅しました。ビューティフル』が出版された。
企画展『わけあって絶滅しました。展』も開催されている。2022年7月22日から9月4日には大阪府大阪市のアジア太平洋トレードセンターで、2023年4月8日から5月21日には岡山県岡山市の岡山シティミュージアムで開催された。

## シリーズ
図鑑
- わけあって絶滅しました。（2018年7月、ISBN 978-4-478-10420-0）
- 続 わけあって絶滅しました。（2019年7月、ISBN 978-4-478-10856-7）
- も～っと わけあって絶滅しました。（2020年7月、ISBN 978-4-478-11068-3）

絵本
- わけあって絶滅したけど、すごいんです。（2022年7月、ISBN 978-4-478-11641-8）

漫画
- わけあって絶滅しました。ビューティフル 1（2023年2月、ISBN 978-4-864-68157-5）
- わけあって絶滅しました。ビューティフル 2（2023年7月、ISBN 978-4-864-68185-8）

## 論文の見解との相違点
- 書籍において、アースロプレウラは食事に時間がかかっている間、出現した脊椎動物捕食者に捕食されることで絶滅したと記述されている。しかし、論文において陸生脊椎動物との捕食者-被食者関係が絶滅の引き金になったとはされるものの主要な絶滅原因は乾燥化であるとされており、食事の速度に関しては特段触れられていない[5][6]。
- ディアトリマ（現ガストルニス）の絶滅原因として、肉食哺乳類により卵を捕食されたことを理由としているが、実際の絶滅原因に関しては明らかになっておらず、ガストルニス自体は汎歯目のような大型動物とも共存していた[7]。また、近縁のドロモルニスは、メガラニアのような肉食爬虫類やティラコレオのような肉食哺乳類と共存していた事が知られている[8]。
- オオツノジカの絶滅理由が大きな角に栄養を取られたことであるという説は懐疑的である。後期更新世から完新世にかけてオオツノジカの角のサイズは減少しており、オスの栄養ストレスは絶滅に大きな影響を与えなかったとされる[9]。
- 書籍ではメガネウラの絶滅理由は酸素濃度の低下であるとされるが、大型のオオトンボ目が酸素濃度の高くないペルム紀後期の地層より知られている[10]。
- メガロドンの絶滅理由として海水温の低下とシャチとの競争が挙げられるが、いずれも疑問視する研究がある。長期的にみてメガロドンの分布は温暖化及び寒冷化と相関せず、寒冷な鮮新世においても生息する能力はあったとみられる[11]。また、メガロドンが絶滅した鮮新世に出現したシャチの近縁種は、むしろ魚食性中心であると推測されており、現生種のような大型脊椎動物の捕食者となったのは更新世になってからである[12][13]。
- アノマロカリスの絶滅理由として、獲物となった三葉虫の外骨格の硬化により捕食することができなかったという内容が記述されているが、アノマロカリスの捕食対象は遊泳性の動物であるとされており、底生の三葉虫類を捕食することはなかったとされる[14][15][16]。アノマロカリスが三葉虫を捕食したという説は主に三葉虫の化石についた傷から推定された旧解釈であり、付属肢や口器の構造や破損のない状態、消化管の内容物などの証拠はアノマロカリスが三葉虫を捕食することはなかったことを示している[17][18]。